# Final del Torneo Clausura 2007 (Chile)

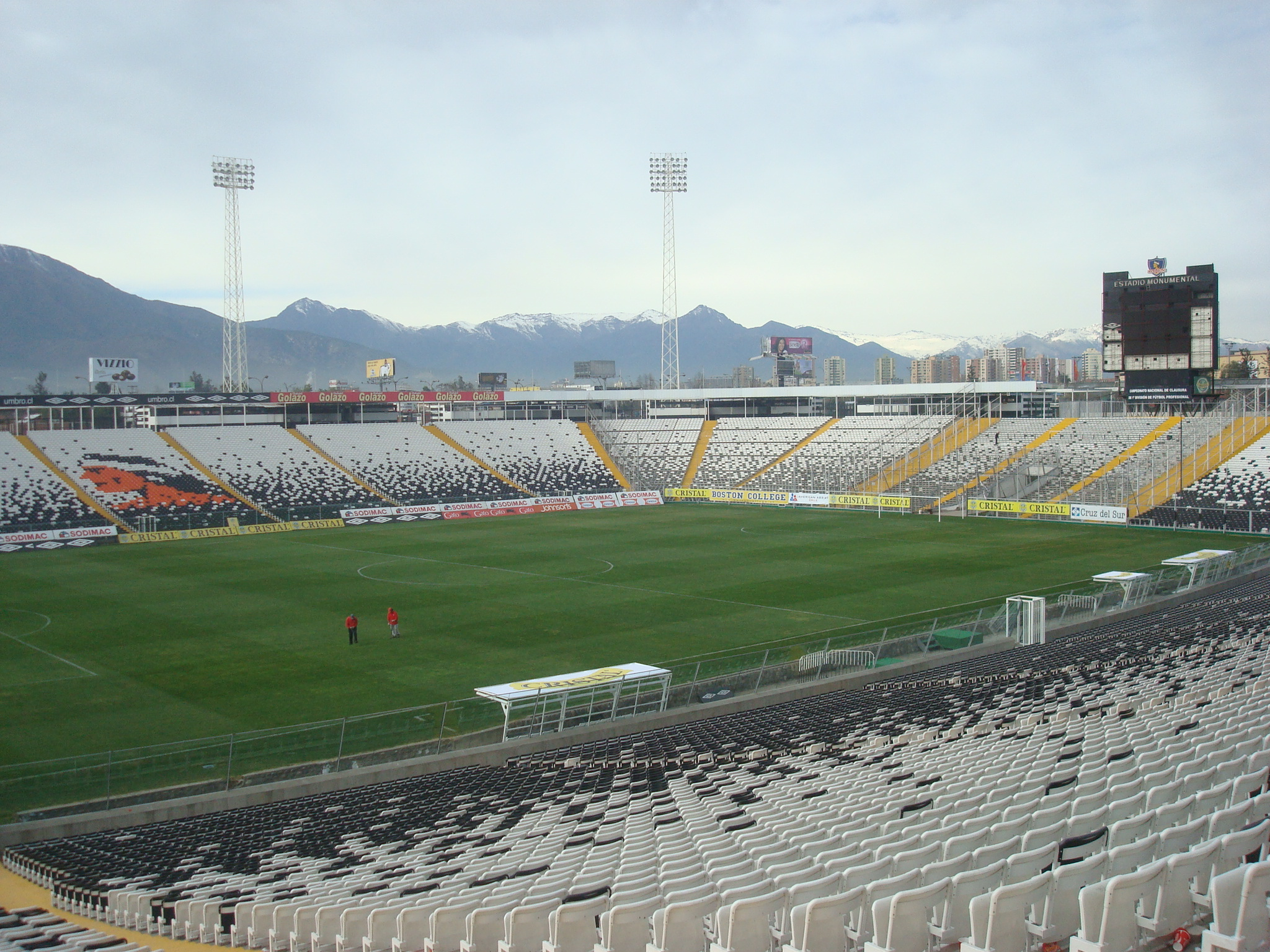
El Estadio Monumental, casa de Colo Colo, fue la sede de la final vuelta entre los "albos" y la Universidad de Concepción que acabó en triunfo albo por 3-0 y de esta forma los "albos" se convirtieron en el primer Tetracampeón del fútbol chileno.

La Final del Campeonato Nacional Copa BancoEstado Clausura 2007 de la Primera División de Chile fue una serie de partidos de ida y vuelta, que se disputaron los días jueves 20 de diciembre y domingo 23 de diciembre de 2007, y que definió al segundo campeón del año del fútbol en Chile. Lo disputaron los dos ganadores de las semifinales del torneo: Colo-Colo (3º) y Universidad de Concepción (4º), quienes venían de vencer a Universidad de Chile y Audax Italiano respectivamente, la primera final se jugó en el Estadio Municipal de Concepción, mientras que la serie se definió en el Estadio Monumental de Santiago.

## Antecedentes
Desde que se instauró el sistema de campeonatos cortos con play offs en 2002, Colo-Colo alcanzó su sexta final, siendo campeón anteriormente en tres de ellas (Clausura 2002 contra la Universidad Católica, Apertura 2006 contra la Universidad de Chile y Clausura 2006 contra Audax Italiano) e iban en busca del tetracampeonato. Por su parte Universidad de Concepción disputará su primera final en esta especie de torneos playoffs y también con la opción de salir campeones por primera vez del fútbol chileno. Anteriormente se habían enfrentado una vez bajo este sistema play-offs en las semifinales del Apertura 2006 que acabó en triunfo albo. El cuadro albo era dirigido por Claudio Borghi, mientras que el cuadro penquista por Marcelo Barticciotto.
Esta era la primera vez que definían un título oficial.

## Llave
|                 | vs.                         |
| Colo-Colo 4 1 3 | Universidad de Concepción 0 |

## Camino a la Final

### Colo Colo
| Colo-Colo avanzó a play-offs, primero en el Grupo A y tercero en la tabla general con 39 puntos. |                           |                                      |                      |        |                      |
| 1 de diciembre                                                                                   | Cuartos de final (Ida)    | Estadio El Teniente, Rancagua        | O'Higgins            | 0 - 5  | Colo-Colo            |
| 8 de diciembre                                                                                   | Cuartos de final (Vuelta) | Estadio Monumental, Santiago (Macul) | Colo-Colo            | 1 - 1  | O'Higgins            |
| Colo-Colo avanzó a semifinales con un global de 6-1.                                             |                           |                                      |                      |        |                      |
| 13 de diciembre                                                                                  | Semifinal (Ida)           | Estadio Monumental, Santiago (Macul) | Colo-Colo            | 2 - 0  | Universidad de Chile |
| 16 de diciembre                                                                                  | Semifinal (Vuelta)        | Estadio Nacional, Santiago (Ñuñoa)   | Universidad de Chile | 0 - 1* | Colo-Colo            |
| Colo-Colo avanzó a la final con un global de 3-0.                                                |                           |                                      |                      |        |                      |

* Partido suspendido al minuto 67' por incidentes.

### Universidad de Concepción
| Universidad de Concepción avanzó a play-offs, segundo en el Grupo B y cuarto en la tabla general con 35 puntos. |                           |                                                        |                           |       |                           |
| 2 de diciembre                                                                                                  | Cuartos de final (Ida)    | Estadio San Carlos de Apoquindo, Santiago (Las Condes) | Universidad Católica      | 5 - 3 | Universidad de Concepción |
| 8 de diciembre                                                                                                  | Cuartos de final (Vuelta) | Estadio Municipal, Concepción                          | Universidad de Concepción | 2 - 0 | Universidad Católica      |
| Universidad de Concepción avanzó a semifinales gracias a la Regla del gol de visitante con un global de 5-5.    |                           |                                                        |                           |       |                           |
| 12 de diciembre                                                                                                 | Semifinal (Ida)           | Estadio Municipal, Concepción                          | Universidad de Concepción | 2 - 3 | Audax Italiano            |
| 16 de diciembre                                                                                                 | Semifinal (Vuelta)        | Estadio Monumental, Santiago (Macul)                   | Audax Italiano            | 1 - 3 | Universidad de Concepción |
| Universidad de Concepción avanzó a la final con un global de 5-4.                                               |                           |                                                        |                           |       |                           |

## Estadísticas previas
Total de partidos jugados en el Torneo Clausura 2007 por ambos equipos:
| Equipos          | PJ | PG | PE | PP | GF | GC | Dif. | Pts. | Rend.  |
| ---------------- | -- | -- | -- | -- | -- | -- | ---- | ---- | ------ |
| Colo-Colo        | 24 | 14 | 7  | 3  | 49 | 22 | 27   | 49   | 68,05% |
| U. de Concepción | 24 | 11 | 8  | 5  | 40 | 28 | 12   | 41   | 56,94% |

- Pts=Puntos; PJ=Partidos jugados; G=Partidos ganados; E=Partidos empatados; P=Partidos perdidos; GF=Goles a favor; GC=Goles en contra; Dif=Diferencia de gol; Rend=Porcentaje de rendimiento.

## La final
La primera final se jugó el jueves 20 de diciembre a las 21:00 horas (UTC-3) en el Estadio Municipal de Concepción. En el primer tiempo ambos equipos tuvieron sus chances de gol, pero ninguno pudo convertir, para Colo-Colo terminó mal el primer tiempo porque al minuto 41 Rodrigo Meléndez salió por una lesión en la rodilla derecha tras un choque con Gustavo Lorenzetti, siendo reemplazado por Moisés Villarroel (Meléndez se perdería la revancha). A los 2 minutos del segundo tiempo el capitán albo de esa noche Arturo Sanhueza dio un pase para el uruguayo Gustavo Biscayzacú y el "grillito" se mandó un golazo al vencer a Carmelo Vega mediante un globito para abrir la cuenta en el sur del país, lo más destacado del segundo tiempo fueron los 2 penales no cobrados del juez Pablo Pozo por 2 agarrones de Miguel Riffo dentro del área que pudieron haber significado el empate en la Región del Biobío.
La revancha se jugó tres días después en un Estadio Monumental repleto, a las 18:30 horas (UTC-3), los albos iban en busca de un inédito tetracampeonato mientras que los del "campanil" iban en busca de su primer campeonato nacional. El partido empezó peleado con mucho estudio hasta que al minuto 18' el cuadro local desnivelo la balanza con un derechazo de Gonzalo Fierro para empezar a definir la final, comenzaban las celebraciones en Macul. Increíblemente en el segundo tiempo el cuadro "albo" comenzó a ponerse nervioso, tanto que sufrieron 4 amonestados en 8 minutos por reiteradas infracciones, la mayor ocasión de peligro del cuadro amarillo sucedió al minuto 64' con un tiro libre de Mauricio Aros que paso cerca del poste derecho de Cristián Muñoz, cuando el partido más igualado estaba, los albos sentenciaron en los minutos finales, al minuto 87' Arturo Sanhueza dio un pase largo hacia el uruguayo Gustavo Biscayzacú a 30 metros del arco en una contra, justo estaba mano a mano con su compatriota Federico Elduayen y el "grillito" eludió a Elduayen y desde esa distancia disparo para hacer estallar el Monumental y sentenciar la final y el tetracampeonato para Colo-Colo, 3 minutos después Giovanni Hernández con una genialidad se la dio a Rodrigo Millar y con un pase filtrado se la dio al criticado Claudio Bieler quien anotó el definitivo 3-0 final (4-0 global) y Colo-Colo bajó su 27º estrella local, convirtiéndose también en el primer tetracampeón en la historia del fútbol chileno.

### Partido de ida
| 20 de diciembre de 2007, 21:00 | Universidad de Concepción | 0:1 (0:0) | Colo-Colo      | Estadio Municipal, Concepción                          |                                                        |
|                                |                           | Reporte   | Biscayzacú 47' | Asistencia: 32.500 espectadores Árbitro(s): Pablo Pozo | Asistencia: 32.500 espectadores Árbitro(s): Pablo Pozo |

| 33         | ARQ        | Carmelo Vega         |     |
| 3          | DEF        | Osvaldo González     |     |
| 23         | DEF        | Fernando Solís       |     |
| 13         | DEF        | Felipe Muñoz         |     |
| 19         | MED        | Pablo González       |     |
| 8          | MED        | Roberto Órdenes      |     |
| 9          | MED        | Juan José Ribera     |     |
| 7          | MED        | Leonel Mena          |     |
| 10         | MED        | Gustavo Lorenzetti   |     |
| 18         | DEL        | Ricardo Viveros      | 64' |
| 20         | DEL        | Ricardo Parada       |     |
| Entrenador | Entrenador | Marcelo Barticciotto |     |

| 1          | ARQ        | Cristián Muñoz     |                     |
| 3          | DEF        | Lucho Mena         |                     |
| 5          | DEF        | Miguel Riffo       |                     |
| 2          | DEF        | Jorge Carrasco     |                     |
| 11         | MED        | Gonzalo Fierro     |                     |
| 17         | MED        | Arturo Sanhueza    | Jugador del partido |
| 18         | MED        | Rodrigo Meléndez   | 41'                 |
| 23         | MED        | Roberto Cereceda   |                     |
| 10         | MED        | Giovanni Hernández |                     |
| 14         | DEL        | Gustavo Biscayzacú | 84'                 |
| 7          | DEL        | Eduardo Rubio      | 73'                 |
| Entrenador | Entrenador | Claudio Borghi     |                     |

| 1  | ARQ | Boris Isla      |     |
| 2  | DEF | Juan Pablo Toro |     |
| 21 | MED | Fredy Segura    |     |
| 27 | MED | Robert Mendez   |     |
| 26 | DEL | Emanuel Reinoso | 64' |

| 12 | ARQ | Rainer Wirth      |     |
| 21 | DEF | Bastián Arce      |     |
| 8  | MED | Rodrigo Millar    | 73' |
| 15 | MED | Moisés Villarroel | 41' |
| 9  | DEL | Rodolfo Moya      | 84' |

| Anotado | 47' | Gustavo Biscayzacú | 0–1 |

| Amonestado | 15' | Leonel Mena |  |

| Amonestado | 9'  | Jorge Carrasco   |  |
| Amonestado | 27' | Rodrigo Meléndez |  |
| Amonestado | 74' | Cristián Muñoz   |  |

| Árbitro             | Pablo Pozo        |
| Árbitros asistentes | Patricio Basualto |
| Árbitros asistentes | Mario Vargas      |

| 33         | ARQ        | Carmelo Vega         |     |
| 3          | DEF        | Osvaldo González     |     |
| 23         | DEF        | Fernando Solís       |     |
| 13         | DEF        | Felipe Muñoz         |     |
| 19         | MED        | Pablo González       |     |
| 8          | MED        | Roberto Órdenes      |     |
| 9          | MED        | Juan José Ribera     |     |
| 7          | MED        | Leonel Mena          |     |
| 10         | MED        | Gustavo Lorenzetti   |     |
| 18         | DEL        | Ricardo Viveros      | 64' |
| 20         | DEL        | Ricardo Parada       |     |
| Entrenador | Entrenador | Marcelo Barticciotto |     |

| 1          | ARQ        | Cristián Muñoz     |                     |
| 3          | DEF        | Lucho Mena         |                     |
| 5          | DEF        | Miguel Riffo       |                     |
| 2          | DEF        | Jorge Carrasco     |                     |
| 11         | MED        | Gonzalo Fierro     |                     |
| 17         | MED        | Arturo Sanhueza    | Jugador del partido |
| 18         | MED        | Rodrigo Meléndez   | 41'                 |
| 23         | MED        | Roberto Cereceda   |                     |
| 10         | MED        | Giovanni Hernández |                     |
| 14         | DEL        | Gustavo Biscayzacú | 84'                 |
| 7          | DEL        | Eduardo Rubio      | 73'                 |
| Entrenador | Entrenador | Claudio Borghi     |                     |

| 1  | ARQ | Boris Isla      |     |
| 2  | DEF | Juan Pablo Toro |     |
| 21 | MED | Fredy Segura    |     |
| 27 | MED | Robert Mendez   |     |
| 26 | DEL | Emanuel Reinoso | 64' |

| 12 | ARQ | Rainer Wirth      |     |
| 21 | DEF | Bastián Arce      |     |
| 8  | MED | Rodrigo Millar    | 73' |
| 15 | MED | Moisés Villarroel | 41' |
| 9  | DEL | Rodolfo Moya      | 84' |

| Anotado | 47' | Gustavo Biscayzacú | 0–1 |

| Amonestado | 15' | Leonel Mena |  |

| Amonestado | 9'  | Jorge Carrasco   |  |
| Amonestado | 27' | Rodrigo Meléndez |  |
| Amonestado | 74' | Cristián Muñoz   |  |

| Árbitro             | Pablo Pozo        |
| Árbitros asistentes | Patricio Basualto |
| Árbitros asistentes | Mario Vargas      |

| Estadísticas        | U. de Concepción | Colo Colo |
| ------------------- | ---------------- | --------- |
| Tiros               | 16               | 15        |
| Tiros al arco       | 7                | 5         |
| Paradas del portero | 4                | 6         |
| Faltas              | 20               | 14        |
| Tiros de esquina    | 9                | 6         |
| Fueras de juego     | 2                | 5         |
| Tarjetas amarillas  | 1                | 2         |
| Tarjetas rojas      | 0                | 0         |

### Partido de vuelta
| 23 de diciembre de 2007, 18:30                                        | Colo-Colo                                  | 3:0 (1:0) | Universidad de Concepción | Estadio Monumental, Santiago (Macul)                      |                                                           |
|                                                                       | Fierro 18' · Biscayzacú 87' · Bieler 90+1' | Reporte   |                           | Asistencia: 40.000 espectadores Árbitro(s): Enrique Osses | Asistencia: 40.000 espectadores Árbitro(s): Enrique Osses |
| Colo-Colo gana 4–0 en el global y es tetracampeón del fútbol chileno. |                                            |           |                           |                                                           |                                                           |

| 1          | ARQ        | Cristián Muñoz     |     |
| 3          | DEF        | Lucho Mena         |     |
| 5          | DEF        | Miguel Riffo       |     |
| 4          | DEF        | David Henríquez    | 63' |
| 11         | MED        | Gonzalo Fierro     |     |
| 17         | MED        | Arturo Sanhueza    |     |
| 15         | MED        | Moisés Villarroel  |     |
| 23         | MED        | Roberto Cereceda   |     |
| 10         | MED        | Giovanni Hernández |     |
| 14         | DEL        | Gustavo Biscayzacú | 89' |
| 7          | DEL        | Eduardo Rubio      | 79' |
| Entrenador | Entrenador | Claudio Borghi     |     |

| 22         | ARQ        | Federico Elduayen    |     |
| 3          | DEF        | Osvaldo González     |     |
| 23         | DEF        | Fernando Solís       |     |
| 13         | DEF        | Felipe Muñoz         |     |
| 19         | MED        | Pablo González       |     |
| 8          | MED        | Roberto Órdenes      |     |
| 6          | MED        | Mauricio Aros        |     |
| 9          | MED        | Juan José Ribera     | 45' |
| 10         | MED        | Gustavo Lorenzetti   |     |
| 26         | DEL        | Emanuel Reinoso      |     |
| 20         | DEL        | Ricardo Parada       | 56' |
| Entrenador | Entrenador | Marcelo Barticciotto |     |

| 12 | ARQ | Rainer Wirth   |     |
| 2  | DEF | Jorge Carrasco | 63' |
| 8  | MED | Rodrigo Millar | 89' |
| 35 | MED | Boris Sagredo  |     |
| 22 | DEL | Claudio Bieler | 79' |

| 33 | ARQ | Carmelo Vega    |     |
| 2  | DEF | Juan Pablo Toro |     |
| 27 | MED | Robert Mendez   |     |
| 11 | DEL | Manuel Maciel   | 45' |
| 18 | DEL | Ricardo Viveros | 56' |

| Anotado | 18'   | Gonzalo Fierro     | 1–0 |
| Anotado | 87'   | Gustavo Biscayzacú | 2–0 |
| Anotado | 90+1' | Claudio Bieler     | 3–0 |

| Amonestado | 44' | Gonzalo Fierro   |  |
| Amonestado | 52' | Miguel Riffo     |  |
| Amonestado | 54' | Arturo Sanhueza  |  |
| Amonestado | 54' | Eduardo Rubio    |  |
| Amonestado | 60' | Roberto Cereceda |  |

| Amonestado | 50' | Mauricio Aros  |  |
| Amonestado | 60' | Pablo González |  |

| Árbitro             | Enrique Osses    |
| Árbitros asistentes | Rodrigo González |
| Árbitros asistentes | Sergio Román     |

| 1          | ARQ        | Cristián Muñoz     |     |
| 3          | DEF        | Lucho Mena         |     |
| 5          | DEF        | Miguel Riffo       |     |
| 4          | DEF        | David Henríquez    | 63' |
| 11         | MED        | Gonzalo Fierro     |     |
| 17         | MED        | Arturo Sanhueza    |     |
| 15         | MED        | Moisés Villarroel  |     |
| 23         | MED        | Roberto Cereceda   |     |
| 10         | MED        | Giovanni Hernández |     |
| 14         | DEL        | Gustavo Biscayzacú | 89' |
| 7          | DEL        | Eduardo Rubio      | 79' |
| Entrenador | Entrenador | Claudio Borghi     |     |

| 22         | ARQ        | Federico Elduayen    |     |
| 3          | DEF        | Osvaldo González     |     |
| 23         | DEF        | Fernando Solís       |     |
| 13         | DEF        | Felipe Muñoz         |     |
| 19         | MED        | Pablo González       |     |
| 8          | MED        | Roberto Órdenes      |     |
| 6          | MED        | Mauricio Aros        |     |
| 9          | MED        | Juan José Ribera     | 45' |
| 10         | MED        | Gustavo Lorenzetti   |     |
| 26         | DEL        | Emanuel Reinoso      |     |
| 20         | DEL        | Ricardo Parada       | 56' |
| Entrenador | Entrenador | Marcelo Barticciotto |     |

| 12 | ARQ | Rainer Wirth   |     |
| 2  | DEF | Jorge Carrasco | 63' |
| 8  | MED | Rodrigo Millar | 89' |
| 35 | MED | Boris Sagredo  |     |
| 22 | DEL | Claudio Bieler | 79' |

| 33 | ARQ | Carmelo Vega    |     |
| 2  | DEF | Juan Pablo Toro |     |
| 27 | MED | Robert Mendez   |     |
| 11 | DEL | Manuel Maciel   | 45' |
| 18 | DEL | Ricardo Viveros | 56' |

| Anotado | 18'   | Gonzalo Fierro     | 1–0 |
| Anotado | 87'   | Gustavo Biscayzacú | 2–0 |
| Anotado | 90+1' | Claudio Bieler     | 3–0 |

| Amonestado | 44' | Gonzalo Fierro   |  |
| Amonestado | 52' | Miguel Riffo     |  |
| Amonestado | 54' | Arturo Sanhueza  |  |
| Amonestado | 54' | Eduardo Rubio    |  |
| Amonestado | 60' | Roberto Cereceda |  |

| Amonestado | 50' | Mauricio Aros  |  |
| Amonestado | 60' | Pablo González |  |

| Árbitro             | Enrique Osses    |
| Árbitros asistentes | Rodrigo González |
| Árbitros asistentes | Sergio Román     |

| Estadísticas        | Colo Colo | U. de Concepción |
| ------------------- | --------- | ---------------- |
| Tiros               | 14        | 10               |
| Tiros al arco       | 9         | 6                |
| Tiros al travesaño  | 1         | 0                |
| Paradas del portero | 6         | 6                |
| Faltas              | 17        | 21               |
| Tiros de esquina    | 2         | 10               |
| Fueras de juego     | 5         | 0                |
| Tarjetas amarillas  | 5         | 2                |
| Tarjetas rojas      | 0         | 0                |

## Campeón
|                                    |
| Tetracampeón Colo-Colo 27.º título |
|                                    |